# Wilhelm Korczowski
Wilhelm Korczowski (ur. 21 maja 1895 we Lwowie, zm. 14 stycznia 1941 w Mauthausen-Gusen) – polski oficer, pracownik administracji Huty w Węgierskiej Górce.

## Życiorys
Urodził się w rodzinie Kaspra i Marii. Studiował na Akademii Handlowej . Od 7 września 1914 w Legionach Polskich. Przydzielony do baonu uzupełniającego w Krakowie. Następnie służył w 1. kompanii III batalionu 1 Pułku Piechoty. Został ranny pod Łowczówkiem 24 grudnia 1914. W marcu 1915 leczył się w Grazu, a następnie w Piszczanach. 28 sierpnia 1915 przebywał w Szpitalu Fortecznym nr 9 w Krakowie. 10 września 1917 uznany za zdolnego do służby pomocniczej .
W 1934, jako podporucznik taborów pospolitego ruszenia pozostawał w ewidencji Powiatowej Komendy Uzupełnień Żywiec. Posiadał przydział do Oficerskiej Kadry Okręgowej Nr V. Był wówczas „w dyspozycji dowódcy Okręgu Korpusu Nr V”.
Oficer kampanii wrześniowej, aresztowany wiosną 1940 roku, deportowany 5 maja do Dachau (nr 7372), potem przeniesiony 26 czerwca 1940 do Mauthausen-Gusen (nr 5283) i tam zamordowany 14 stycznia 1941 roku. Jego zwłoki zostały spalone w krematorium Mauthausen Gusen 20 stycznia wraz z 93 zwłokami innych, większości polskich więźniów. (według listy z 20 stycznia 1941 – zachowanej w Muzeum Mauthausen).
Symboliczna urna z prochami z obozu jest pochowana na cmentarzu Rakowickim w Krakowie.

## Ordery i odznaczenia
- Krzyż Niepodległości – 25 lipca 1933 „za pracę w dziele odzyskania niepodległości”[5]